# Selenops tonteldoos
Selenops tonteldoos là một loài nhện trong họ Selenopidae.
Loài này thuộc chi Selenops. Selenops tonteldoos được J. A. Corronca miêu tả năm 2005.